# 罗植龄
罗植龄（1942年2月—），男，河北乐亭人，中华人民共和国政治人物，曾任国家计划委员会副主任，第七届全国人大代表，第十届全国政协委员。